# Intoxicació per ferro
La intoxicació per ferro és un tipus d'hemocromatosi que es produeix a causa d'un consum molt excessiu de ferro. Generalment es tracta d'una sobredosi aguda. Es dona principalment en infants que consumeixen grans quantitats de suplements de ferro, que poden semblar llaminadures i tenen un ús força estès, per exemple, entre les dones embarassades. Una dosi d'aproximadament 3 g és mortal per a un infant de dos anys. El 1978, els Estats Units adoptaren restriccions aplicables als paquets de suplements que continguin més de 250 mg de ferro elemental. Juntament amb les recomanacions de condicionar els suplements en dosis úniques, això ha fet que gairebé no hi hagi hagut cap mort per aquesta causa des del 1998.

## Signes i símptomes
El primer símptoma d'intoxicació per ferro ingerit és el mal de panxa, car aquest element corroeix el revestiment de l'aparell digestiu, incloent-hi l'estómac. Les nàusees i els vòmits (que poden ser sanguinolents) també són símptomes habituals. Seguidament, el dolor es redueix durant unes 24 hores mentre el ferro penetra els teixits del cos. Això provoca acidosi metabòlica, un trastorn que perjudica els òrgans interns, especialment el cervell i el fetge. La intoxicació per ferro pot causar un xoc hipovolèmic a conseqüència del potent efecte vasodilatador d'aquest element. Es pot produir la mort per insuficiència hepàtica.
Quan l'excés de ferro es consumeix de manera més gradual, els símptomes sovint recorden els d'altres tipus d'hemocromatosi.

## Etiologia
A la natura, el ferro es troba generalment en la seva forma oxidada, l'òxid de ferro(III), que no és soluble. L'òxid de ferro(II), antigament conegut com a «òxid ferrós», sí que és soluble i té un grau de toxicitat variable que depèn de la integritat del revestiment gastrointestinal. Els suplements de ferro es fan servir habitualment per a tractar l'anèmia. Les diferents opcions terapèutiques inclouen canvis en la dieta, control de paràsits, vitamina A, riboflavina (B₂), vitamina C (per a potenciar l'absorció del ferro), folat (B9), vitamina B₁₂ i suplements multivitamínics i multiminerals, amb ferro o sense. En alguns casos, això permet evitar l'ús de suplements que només continguin ferro.

### Dosi tòxica
La quantitat de ferro ingerida pot oferir pistes sobre la toxicitat potencial. La dosi terapèutica per a l'anèmia per dèficit de ferro varia entre 3 i 6 mg/kg/dia. Es comencen a observar efectes tòxics a dosis superiors a 10–20 mg/kg de ferro elemental. La ingestió de més de 50 mg/kg de ferro elemental provoca toxicitat greu.
- Un comprimit de 325 mg de sulfat de ferro heptahidratat conté 65 mg (20%) de ferro elemental
- Un comprimit de 325 mg de gluconat ferrós conté 39 mg (12%) de ferro elemental
- Un comprimit de 325 mg de fumarat ferrós conté 107,25 mg (33%) de ferro elemental
- 200 mg de sulfat ferrós sec contenen 65 mg (33%) de ferro elemental

Una concentració de ferro en sang superior a 350–500 µg/dL es considera tòxica, mentre que una concentració superior a 1.000 µg/dL és indicativa d'una intoxicació per ferro greu.

## Tractament
El tractament pels casos greus consisteix a eliminar el ferro de la sang mitjançant un quelant, com ara la deferoxamina. En cas que això no sigui suficient, el pas següent és la diàlisi.